# Selina Shirin Müller
Selina Shirin Müller (Ehringshausen, 26 marzo 1993) è una cantante e attrice tedesca.

## Carriera
Il suo talento è stato scoperto nel 2005 a due concorsi: Gambach sucht den Superstar e Sinner Song Contest.
All'età di 12 anni, si è classificata al quarto posto nel Kiddy Contest della ORF di Vienna e nel marzo del 2006 ha vinto il concorso  Miglior voce del canale KI.KA LIVE. Questo è il luogo dove Jeanette Biedermann l'ha vista e ha deciso di scriverle le canzoni e di lavorare con lei. Assieme al suo chitarrista Jörg Weißelberg, ha scritto la prima canzone: Dein Tag. Selina, nell'estate 2007, ha portato questa canzone e Just for you nel tour, tenendo concerti in diverse città tedesche. Nel 2008 è stato pubblicato il suo secondo singolo "Ich bin nicht mehr ich" sempre prodotto da Jeanette Biedermann. La canzone, è diventata la colonna sonora del film Freche Mädchen - Ragazze sfacciate, in cui la Müller ha avuto un ruolo da protagonista. La canzone ha raggiunto la Top 50 e Selina ha dovuto cantare davanti ad un vasto pubblico per un concerto.
Poco dopo, uscì l'album di debutto, Mädchen kommen immer...(ans Ziel) sempre prodotto dalla Biedermann e da Jörg Weißelberg. L'album è stato in grado di rimanere per una settimana nella Top 70 delle classifiche.
Il terzo e ultimo singolo, Verdammt am Leben è stato usato per il sequel del film Freche Mädchen - Ragazze sfacciate, Freche Mädchen 2. Nel 2010, il singolo Dreams ha fatto parte della colonna sonora della serie TV Hand aufs Herz. Il singolo ha debuttato nella prima settimana ed è rimasto per tre settimane nella Top 20 delle classifiche. Nel mese d'aprile, l'anno successivo ha pubblicato l'intero album della serie TV.

### Attrice
La Müller ha anche recitato nel film Freche Mädchen - Ragazze sfacciate, che è uscito il 17 luglio 2008 nei cinema tedeschi. In questa commedia romantica, ha lavorato anche con Wilson Gonzalez Ochsenknecht e altri attori tedeschi. Ha interpretato il ruolo di Hanna ed ha cantato la sua canzone che è diventata la canzone della colonna sonora. Ha fatto parte anche del cast del sequel, Freche Mädchen 2. 
Dall'agosto del 2010, Selina ha recitato anche nella serie TV Hand aufs Herz.

## Discografia

### Singoli
- Dein Tag (2007)
- Ich bin nicht mehr ich (2008)
- Verdammt am Leben (2008)
- Dreams (als Teil des Hand-aufs-Herz-Casts, 2010)

### Album
- Mädchen kommen immer… (ans Ziel) (15. August 2008)
- Der Soundtrack (als Teil des Hand-aufs-Herz-Casts, 15. April 2011)